# Andrzej Smoliński
Andrzej Smoliński (ur. 30 grudnia 1951 w Karolewie) – polski polityk, związkowiec, poseł na Sejm III kadencji.

## Życiorys
Posiada wykształcenie średnie ogólne. Od 1980 jest związany z „Solidarnością”. W latach 90. zasiadał we władzach krajowych i regionalnych związku w Olsztynie. Pełnił funkcję posła III kadencji wybranego z listy AWS. Po zakończeniu pracy w parlamencie podjął prywatną działalność gospodarczą. Należy też do władz Fundacji Betania zajmującej się pomocą osobom niepełnosprawnym.
Był przewodniczącym regionu w Ruchu Społecznym i Centrum. Bez powodzenia kandydował do Sejmu z listy AWSP w wyborach parlamentarnych w 2001 i z listy Centrum w wyborach w 2005.
W 2006 wstąpił do Platformy Obywatelskiej, z ramienia której bezskutecznie ubiegał się o mandat radnego sejmiku warmińsko-mazurskiego. W przedterminowych wyborach parlamentarnych w 2007 ponownie bez powodzenia kandydował do Sejmu.